# ماريو إلوي
ماريو إلوي (بالبرتغالية: Mário Eloy‏) هو رسام برتغالي، ولد في 15 مارس 1900 في ألغس ‏ في البرتغال، وتوفي في 5 سبتمبر 1951 في لشبونة في البرتغال.